# جان بیل (بازیگر)
جان بیل (انگلیسی: John Beal؛ ۱۳ اوت ۱۹۰۹ – ۲۶ آوریل ۱۹۹۷) هنرپیشه اهل کشور ایالات متحده آمریکا بود.

## قسمتی از فیلمشناسی
- بی‌نوایان
- لبه تاریکی
- خشم و هیاهو
- خون‌آشام
- فرمان بزرگ